# Álvaro Villar Gaviria
Álvaro Villar Gaviria (31 de diciembre de 1921-Bogotá, 7 de mayo de 1999) fue un  psicoanalista colombiano.
Se graduó como médico en la Universidad Nacional de Colombia en 1950. En la misma universidad se especializó en psiquiatría, fue profesor y además decano de la facultad de Psicología (1962- 1966) y director de la sección de Psiquiatría de la facultad de Medicina (1976-1980). Fue además profesor la Universidad Javeriana y la Universidad de los Andes; miembro fundador de la Sociedad Colombiana de Psiquiatría y de la Red de Alternativa a la Psiquiatría; miembro de Academia Colombiana de Medicina; la Sociedad Colombiana de Educación Preescolar y la Sociedad Colombiana de Epistemología; y presidente de la Asociación Psicoanalítica Colombiana. Recibió el premio "Héctor Ortega Arbeláez" por su trabajo acerca de Michel Foucault.
Su principal obra, Psicología y clases sociales en Colombia, fue publicada en dos volúmenes (1978 y 1988 ISBN 958-9044-35-2). Además de numerosos artículos, también escribió los libros El niño, otro oprimido (primera edición 1973, octava edición 1988); El servicio doméstico, un gremio en extinción (1974); La salud pública ¿para quién? (1978); Cárceles y manicomios (coautor 1982); Freud, la mujer y los homosexuales (1986) y La vida cotidiana en la familia obrera de Bogotá (1986). Fue autor también del Lexicón inconcluso, sobre el vocabulario de los poemas de León de Greiff; Glosario mínimo para los amantes de "El amor en los tiempos del cólera", sobre la novela de Gabriel García Márquez; y Los ángeles de Sopó sobre las serie de pinturas en la capilla colonial de Sopó.